# Francfort Galaxy (NFL Europa)
Cet article concerne l'ancienne équipe de football américain évoluant en NFL Europe. Pour la nouvelle équipe de la ELF, voir Francfort Galaxy (ELF).
Stade
Maillots
Champion - World Bowl
III (1995) - VII (1999) - XI (2003) - XIV (2006)
Le Francfort Galaxy (Frankfurt Galaxy) est une franchise allemande de football américain basée à Francfort-sur-le-Main en Allemagne.
Fondée en 1991, elle cesse ses activités fin 2007.
La franchise a été une des fondatrices de la World League of American Football (1991-1992, 1995-1997) et a participé par la suite participé à la compétition dénommée NFL Europa (1998-2007).
Cette formation évoluait au stade  Commerzbank-Arena  d'une capacité de 48 132 places.
À partir de 2021, une équipe portant le même nom (sans lien avec la présente) joue dans la European League of Football.

## Palmarès
- Champion de la NFL Europe : 1995, 1999, 2003, 2006
- Vice-champion de la NFL Europe : 1996, 1998, 2004, 2007

## Saison par saison
| Saison       | Victoire | Défaite | Nul | Classement         | Phase finale               |
| ------------ | -------- | ------- | --- | ------------------ | -------------------------- |
| WLAF         |          |         |     |                    |                            |
| 1991         | 7        | 3       | 0   | 3e Division Europe | --                         |
| 1992         | 3        | 7       | 0   | 2e Division Europe | --                         |
| World League |          |         |     |                    |                            |
| 1995         | 6        | 4       | 0   | 2e                 | Victoire au World Bowl III |
| 1996         | 6        | 4       | 0   | 2e                 | Défaite au World Bowl IV   |
| NFL Europa   |          |         |     |                    |                            |
| 1997         | 4        | 6       | 0   | 6e                 | --                         |
| 1998         | 7        | 3       | 0   | 2e                 | Défaite au World Bowl VI   |
| 1999         | 6        | 4       | 0   | 2e                 | Victoire au World Bowl VII |
| 2000         | 4        | 6       | 0   | 5e                 | --                         |
| 2001         | 3        | 7       | 0   | 6e                 | --                         |
| 2002         | 6        | 4       | 0   | 3e                 | --                         |
| 2003         | 6        | 4       | 0   | 1er                | Victoire au World Bowl XI  |
| 2004         | 7        | 3       | 0   | 2e                 | Défaite au World Bowl XII  |
| 2005         | 3        | 7       | 0   | 5e                 | --                         |
| 2006         | 7        | 3       | 0   | 2e                 | Victoire au World Bowl XIV |
| 2007         | 7        | 3       | 0   | 2e                 | Défaite au World Bowl XV   |